# Demokraták és Függetlenek Uniója
A Demokraták és Függetlenek Uniója (franciául: Union des démocrates et indépendants, rövidítve UDI) középjobb politikai párt Franciaországban, amelyet 2012. szeptember 18-án alapított az azonos nevű parlamenti csoport. A párt tulajdonképpen egy koalícióként alakult: nyolc különálló párt szövetségeként, amelyek megőrizték önállóságukat.
Az UDI korábbi elnöke, Jean-Louis Borloo azt állította, hogy az uniónak 50 ezer tagja van. A jelenlegi elnök (2017. június) Jean-Christophe Lagarde, akit 2014. november 15-én választott meg a párt kongresszusa, miután Borloo egészségi okok miatt lemondott.
A párt a 2014-es európai parlamenti választásokon hetet szerzett meg a Franciaországnak jutó 74 mandátumból. Az UDI 2016. december 2-án csatlakozott a Liberálisok és Demokraták Szövetsége Európáért Párthoz.

## Tagszervezetei
| Párt                                                | Párt | Vezetője                | Ideológiája          | Tagok a Nemzetgyűlésben | A Szenátusban | Az Európai Parlamentben |
| --------------------------------------------------- | ---- | ----------------------- | -------------------- | ----------------------- | ------------- | ----------------------- |
| Demokratikus Európai Erő Force européenne démocrate | FED  | Jean-Christophe Lagarde | kereszténydemokrácia | 3/577                   | 4/348         | 0/74                    |
| Modern Bal La Gauche moderne                        | LGM  | Jean-Marie Bockel       | szociálliberalizmus  | 0/577                   | 1/348         | 0/74                    |

A Függetlenek és Parasztok Nemzeti Központja pártot kizárták, miután vezetője és egyetlen parlamenti képviselője, Gilles Bourdouleix állítólag azt mondta, hogy Adolf Hitler nem ölt meg elég cigányt. A Centrista Szövetséget 2017. március 25-én zárták ki, mert Emmanuel Macron elnökjelöltségét támogatta. A Területek Mozgásban a 2015-ös regionális választások eredményeit látva távozott. A Liberális Demokrata Pártot 2013 decemberében zárták ki az UDI-ból.
2013. június 9-én az UDI színeiben Meyer Habib parlamenti mandátumot szerzett a külföldön élő franciák 8. választókerülete számára rendezett időközi választáson. Ezt azonban Gilles Bourdouleix távozása után fel kellett adni.

## Fordítás
- Ez a szócikk részben vagy egészben  az   Union of Democrats and Independents című angol Wikipédia-szócikk ezen változatának fordításán alapul.  Az eredeti cikk szerkesztőit annak laptörténete sorolja fel. Ez a jelzés csupán a megfogalmazás eredetét és a szerzői jogokat jelzi, nem szolgál a cikkben szereplő információk forrásmegjelöléseként.